# 福州治安維持會
福州治安維持會是大日本帝國统治福州期间，在福建閩侯（现福建福州）设立的临时行政机构和傀儡政权，於1941年4月—9月福州第一次沦陷时成立。在福州第二次沦陷後，日军没有再建立福州治安維持會，而是建立福州市政委員會。